# 索尼亞奇涅 (克里若皮利區)
48°24′28″N 28°49′49″E / 48.40778°N 28.83028°E
索尼亞奇涅（烏克蘭語：Сонячне），是烏克蘭的村落，位於該國西南部文尼察州，由圖利欽區負責管轄，始建於1905年，面積0.25平方公里，海拔高度265米，2001年人口135，人口密度每平方公里540人。